# Grundbuchordnung
Die Grundbuchordnung (amtliche Abkürzung: GBO) ist ein deutsches Gesetz des Grundbuchrechts. Zusammen mit der Grundbuchverfügung (GBV) regelt sie das Verfahren bei Eintragungen in das Grundbuch als formelles Recht.
Die Grundbücher werden von den Amtsgerichten und dort von den Grundbuchämtern geführt (§ 1 Abs. 1 Satz 1 GBO). Grundbuchsachen gehören gemäß § 1 FamFG zu den Angelegenheiten der freiwilligen Gerichtsbarkeit und sind dem Rechtspfleger übertragen (§ 3 Nr. 1 lit. h RPflG).
Dass nicht alle Grundstücke in Deutschland im Grundbuch verzeichnet sein müssen, regelt § 3 Abs. 2 GBO. Danach erhalten die Grundstücke des Bundes, der Länder, der Gemeinden und anderer Kommunalverbände, der Kirchen, Klöster und Schulen, die Wasserläufe, die öffentlichen Wege, sowie die Grundstücke, welche einem dem öffentlichen Verkehr dienenden Eisenbahnunternehmen gewidmet sind, ein Grundbuchblatt nur auf Antrag des Eigentümers oder eines Berechtigten; sie sind also eintragungsfähig.
Man bezeichnet den Regelungsgehalt der GBO als formelles Liegenschaftsrecht, da dadurch unter anderem Formvorschriften bei vorzunehmenden Rechtshandlungen, wie z. B. Eintragungen und Löschungen, zu beachten sind.
Das materielle Liegenschaftsrecht ist im Bürgerlichen Gesetzbuch (BGB) geregelt.